# Сервер приложений
Сервер приложений (англ. application server) — это программная платформа, предназначенная для эффективного исполнения процедур (программ, скриптов), на которых построены приложения. Сервер приложений действует как набор компонентов, доступных разработчику программного обеспечения через API (интерфейс прикладного программирования), определённый самой платформой.
Для веб-приложений основная задача компонентов сервера — обеспечивать создание динамических страниц. Однако современные серверы приложений включают в себя и поддержку кластеризации, повышенную отказоустойчивость, балансировку нагрузки, позволяя таким образом разработчикам сфокусироваться только на реализации бизнес-логики.
В случае Java-сервера приложений сервер приложений ведёт себя как расширенная виртуальная машина для запуска приложений, прозрачно управляя соединениями с базой данных, с одной стороны, и соединениями с веб-клиентом, с другой.

## Преимущества серверов приложений
Целостность данных и кодаВыделяя бизнес-логику на отдельный сервер или на небольшое количество серверов, можно гарантировать обновления и улучшения приложений для всех пользователей. Отсутствует риск, что старая версия приложения получит доступ к данным или сможет их изменить старым несовместимым образом.
Централизованная настройка и управлениеИзменения в настройках приложения, таких, как изменение сервера базы данных или системных настроек, могут производиться централизованно.
БезопасностьСервер приложений действует как центральная точка, используя которую, поставщики сервисов могут управлять доступом к данным и частям самих приложений, что считается преимуществом защиты. Её наличие позволяет переместить ответственность за аутентификацию с потенциально небезопасного уровня клиента на уровень сервера приложений, при этом дополнительно скрывая уровень базы данных.
Поддержка транзакцийТранзакция представляет собой единицу активности, во время которой большое число изменений ресурсов (в одном или различных источниках) может быть выполнено атомарно (как неделимая единица работы). Конечные пользователи при этом могут выиграть от стандартизованного поведения системы, от уменьшения времени на разработку и от снижения стоимости. Под сервером приложений в случае Java EE подразумевается комплекс программ, реализующих концепцию Java EE и позволяющих запускать в себе Java EE приложения. К классу серверов приложений относятся такие продукты как Sun GlassFish, IBM WebSphere, RedHat JBoss Application Server, Oracle Weblogic Server.
- Zope, развитый сервер web-приложений.
- Терминальные серверы, например поставляемые компанией Citrix